# Отдельная президентская бригада
Отдельная президентская бригада имени гетмана Богдана Хмельницкого (укр. Окрема президентська бригада імені гетьмана Богдана Хмельницького, сокр. ОПБр, в/ч A0222) — специальная воинская часть в составе Сухопутных войск Украины, подчинённая непосредственно президенту Украины.

## История

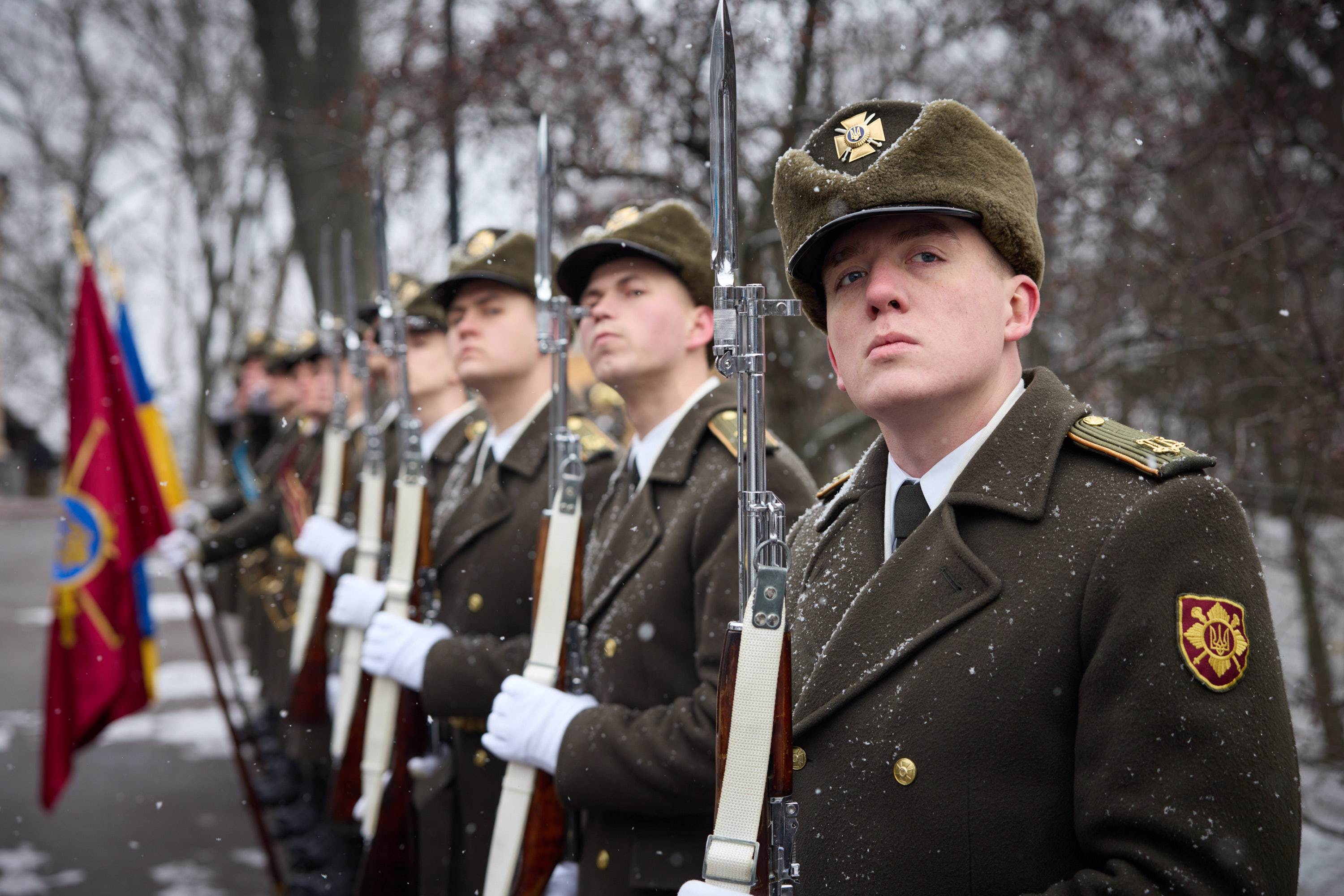
Военнослужащие бригады на построении в зимней форме одежды. Январь 2023 года
Бывший нарукавный знак подразделения
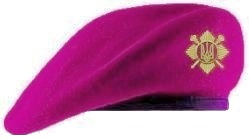
Берет полка
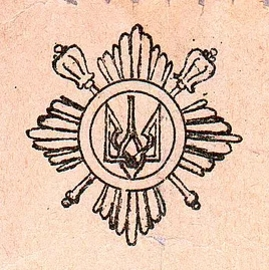
«Сердюцкая заря» — кокарда Сердюцкой дивизии, 1918
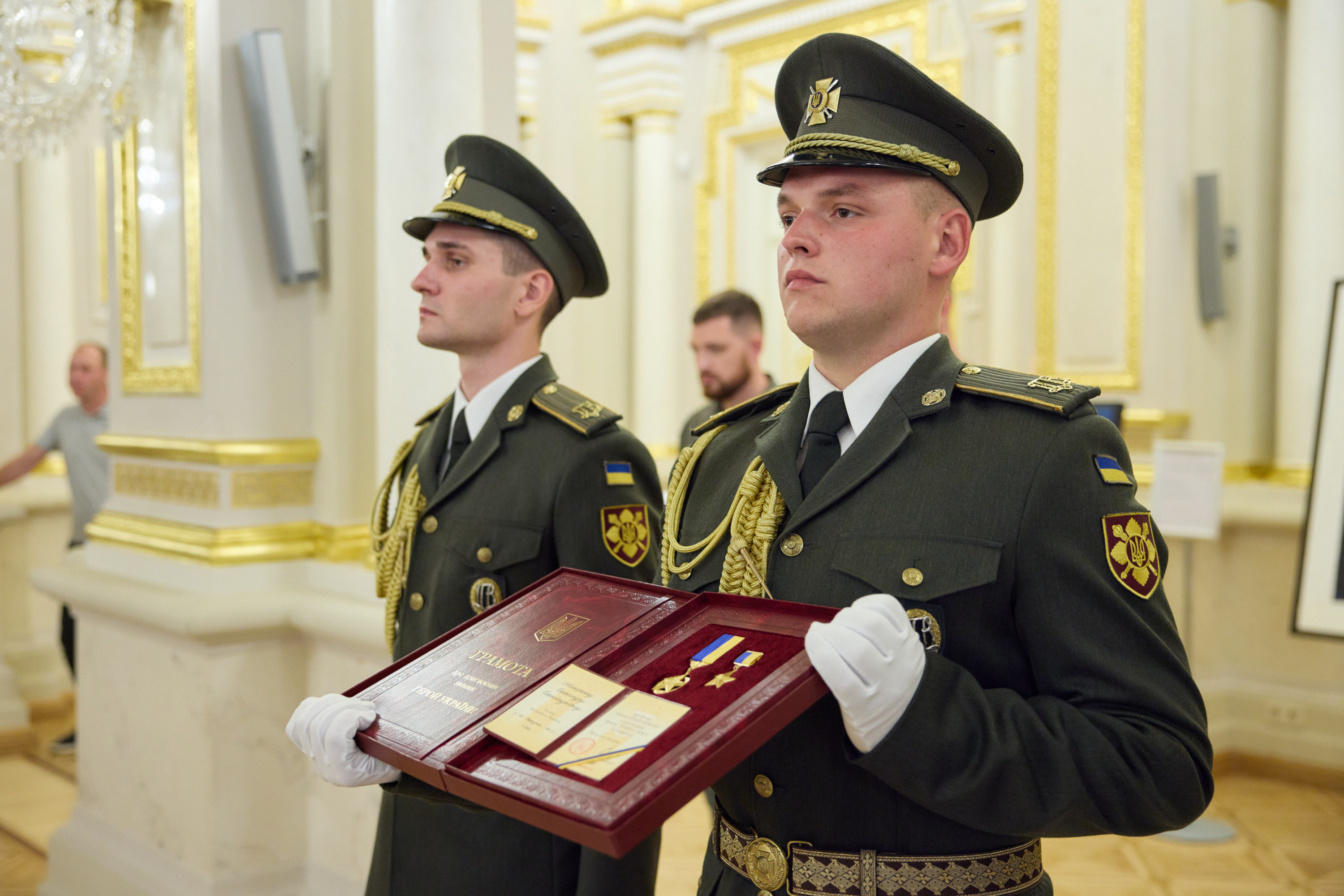
Военнослужащие бригады в 2022 году

Изначально это воинское формирование появилось под названием 1-й полк Национальной гвардии Украины (в/ч 4101) в Киеве в составе 1-й Киевской дивизии Национальной гвардии (в/ч 2210) приказом Командования Нацгвардии от 2 января 1992 года. Предшественником полка был 290-й отдельный мотострелковый полк оперативного назначения в составе Внутренних войск МВД СССР (в/ч 3217).

### Российско-украинская война
С 2015 года Указом Президента Украины №646/2015 ликвидированы все советские награды полка, а также было утверждено его наименование «Отдельный Киевский полк Президента Украины» (укр. Окремий Київський полк Президента України).
По состоянию на 2017 год, 240 военнослужащих полка принимали участие в боевых действиях в войне на востоке Украины.
В июне 2021 года солдаты Отдельного президентского полка принимали участие в похоронах ветерана УПА Ореста Васкула.
В январе 2022 года на 30-ю годовщину создания полк был развернут в бригаду с созданием двух дополнительных батальонов.

## Функции
На Президентский полк возложены преимущественно церемониальные функции лейб-гвардии — обеспечение торжественных мероприятий с участием главы государства и министра обороны. На время особого периода часть должна выполнять задачи по охране и обороне ряда особо важных объектов, в том числе резиденции президента.

## Традиции
Историческая традиция подразделения относится к 1-й, 2-й и 3-й конной сердюкской дивизии Украинской Державы, которые были сформированы из украинизированных воинских частей бывшей Русской императорской армии по приказу гетмана Павела Скоропадского, состоявших из полков, носивших названия по именам выдающихся казацких гетманов, полковников и атаманов.